# Alois Hitler (hijo)
Alois Hitler, Jr., nacido Alois Matzelsberger (Viena, Imperio austrohúngaro, 13 de enero de 1882 - Hamburgo, Alemania Occidental, 20 de mayo de 1956), era el hijo de Alois Hitler y Franziska Matzelsberger, y por lo tanto era el medio hermano de Adolf Hitler.

## Primeros años
El 13 de enero de 1882, Franziska Matzelsberger dio a luz al hijo ilegítimo de Alois Hitler, también llamado Alois, pero como no estaban casados, el apellido del niño era Matzelsberger, llamándose "Alois Matzelsberger". Alois Hitler convivió con Matzelsberger mientras su legítima esposa (Anna Glasl-Hörer) estaba muy enferma y moría el 6 de abril de 1883. Al mes siguiente, el 22 de mayo en una ceremonia en Braunau con los oficiales de aduanas compañeros como testigos, Hitler, de 45 años, se casó con Matzelsberger, de 21. Él entonces legitimó a su hijo como Alois Hitler, Jr. A Alois Jr. pronto se le unió una hermana, Angela. Cuando tenía dos años de edad, su madre murió y su padre se casó con Klara Pölzl, con quien había tenido una relación de larga duración a la vez que engañaba a su primera esposa con Franziska.
Según su hijo, William Patrick Hitler, a finales de los años 1890, Alois dejó la casa de sus padres debido a las discusiones cada vez más violentas que tenía con su padre y las relaciones aparentemente tensas con su madrastra Klara. Después de trabajar como aprendiz de camarero en el hotel Shelbourne de Dublín, Irlanda, fue detenido por robo y cumplió una condena de cinco meses en 1900, seguido por una condena de ocho meses en 1902.

## Familia
En 1909 conoció a una mujer irlandesa llamada Bridget Dowling en el Dublin Horse Show. Se fugaron a Londres y se casaron el 3 de junio de 1910. William Dowling, el padre de Bridget, amenazó con la posibilidad de denunciar a Alois para que fuera arrestado por secuestro, pero Bridget lo disuadió. La pareja se instaló en Liverpool, donde su hijo William Patrick Hitler nació en 1911. La familia vivía en un apartamento en el 102 de Upper Stanhope Street. La casa fue destruida en el último ataque alemán antiaéreo en Liverpool el 10 de enero de 1942. Nada quedó de la casa o las que la rodeaban, y el área fue finalmente despejada y cubierta de pasto.
Las memorias de Bridget Dowling afirman que Adolf Hitler vivió con ellos en Liverpool entre 1912 y 1913 mientras él estaba buscado por eludir el servicio militar obligatorio de su país natal, Austria-Hungría. Estas memorias, escritas en 1939 cuando Bridget y su hijo William Patrick Hitler ya habían emigrado juntos a los Estados Unidos, fueron descartadas como pura ficción por los historiadores: aparentemente, Bridget estaba intentando sacar provecho económico de su vínculo familiar con el dictador nazi, mediante la publicación de un manuscrito de supuestas memorias repleto de falsedades (por ejemplo, se sabe que Adolf no estuvo viviendo en Liverpool sino en Viena durante el período 1912-1913).
Alois intentó ganar dinero mediante la instalación de un pequeño restaurante en Dale Street, una casa de huéspedes en la Parlament Street y un hotel en Mount Pleasant, todos los cuales fracasaron.
Finalmente, dejó a su familia en mayo de 1914 y regresó solo al Imperio Alemán para establecerse en el seguro negocio de la barbería. La Primera Guerra Mundial estalló poco después, sorprendiendo a Alois en Alemania sin posibilidad de que su esposa e hijo se reuniesen con él. Se casó con otra mujer, Hedwig Heidemann (o Hedwig Mickley), en 1916. Después de la guerra, una tercera persona informó a Bridget de que Alois había muerto.
Su segundo matrimonio fue descubierto por las autoridades alemanas y Alois fue enjuiciado por bigamia en 1924, pero lo absolvieron debido a la intervención de Bridget a su favor. William Patrick se quedó con Alois y su nueva familia durante sus primeros viajes a la República de Weimar (Alemania), a finales de la década de 1920 y principios de 1930. En 1934 Alois puso un restaurante en Berlín que se convirtió en un local popular donde la Sturmabteilung solía reunirse a beber. Se las arregló para mantener el restaurante abierto durante la Segunda Guerra Mundial. Al final de la guerra fue detenido por los británicos pero fue liberado cuando quedó claro que no había jugado ningún papel en el régimen de su hermano.
El hijo que tuvo con su segunda esposa, Heinz Hitler, murió en una prisión soviética en 1942 tras haber sido capturado en el Frente Oriental durante la guerra.

## Información del censo
En el censo de 1911 del Reino Unido, Alois aparece bajo el nombre de Anton Hitler y trabajando como camarero en el café judío Lyons en Toxteth Park. Su esposa, Bridget, utilizó el nombre de Cissie, pero el nombre de William se mantuvo sin cambios. Vivían con otras familias en un edificio compartido (una pensión).